# Ivan Provorov
Ivan Provorov (Yaroslavl, Rusia, 13 de enero de 1997), apodado Provy o Provolone, es un jugador profesional ruso de hockey sobre hielo que se desempeña en la posición de defensor izquierdo en Columbus Blue Jackets, equipo de la National Hockey League (NHL).

## Carrera
Fue seleccionado en la primera ronda en la NHL Entry Draft de 2015. En 2016 hizo su debut profesional con el equipo Philadelphia Flyers, en el cual jugó siete temporadas (2016-2023), después pasó a Columbus Blue Jackets, donde lleva jugando una temporada.